# Monopsyllus hamutus
Monopsyllus hamutus är en loppart som beskrevs av Cai Liyun et Wu Wenching 1987. Monopsyllus hamutus ingår i släktet Monopsyllus och familjen fågelloppor. Inga underarter finns listade i Catalogue of Life.